# Virgilio Brocchi
Virgilio Brocchi (Orvinio, 19 gennaio 1876 – Sant'Ilario, 7 aprile 1961) è stato uno scrittore italiano.

## Biografia
Fu autore, nella prima metà del XX secolo, di una serie (circa una cinquantina) di romanzi destinati al grande pubblico che riscossero un discreto successo. I romanzi, scritti e pubblicati al ritmo di circa uno all'anno, furono la versione dell'epoca dell'attuale "best seller".
Di dichiarata fede socialista fu molto vicino ad esponenti di spicco di questa corrente politica fra i quali Filippo Turati.
Trascorse gli ultimi anni della sua vita in Liguria, sulle alture sopra Nervi.

## I romanzi del ciclo deL'isola sonante
- 1919, L'isola sonante
- 1919, La bottega degli scandali antichi
- 1920, Sul caval della Morte Amor cavalca
- 1920, Il lastrico dell'inferno, ossia le buone intenzioni

## I romanzi del ciclo deFigliuol d'uomo[1]
- 1920, Il posto nel mondo
- 1923, Il destino in pugno
- 1926, La rocca sull'onda
- 1928, Il tramonto delle stelle

## I romanzi del ciclo deI casti libri delle donne che mi hanno amato
- 1924, Netty
- 1931, Rosa mistica
- 1946, Confidenze

## I romanzi del ciclo deL'ansia dell'eterno(elenco incompleto)
- 1932, Il volo nuziale
- 1933, I gonfaloni di Lucifero
- 1934, Il roveto in fiamme

## I romanzi del ciclo deRomanzi del piacere di raccontare(elenco incompleto)
- 1926, Il poco lume e il gran cerchio d'ombra
- 1935, Gioia di raccontare
- 1936, Gente simpatica
- 1939, La fontana dell'amore e dell'oblio. Divertimento per flauto e fagotto
- 1940, Fantasia di mezza estate
- 1942, Le beffe di Olindo, romanzate da Virgilio Brocchi, con ill. di A. Majani
- 1947, Gagliarda

## Raccolte di novelle  (elenco incompleto)
- 1913, I sentieri della vita
- 1915, La coda del diavolo
- 1915, L'amore beffardo
- 1922, Fragilità
- 1926, L'arcolaio
- 1929, La giostra delle illusioni

## Libri per ragazzi  (elenco incompleto)
- 1920, La storia di Allegretto e Serenella
  - Alba (volume 1)
  - Santa natura (volume 2)
  - Piccoliamici (volume 3)
- 1948, Zebrù. Storia di un cane, il grande amico di Allegretto e di Serenella
- 1956, Partecipazio. Storia di un cane che ha molto giudizio e di un ragazzino che non ne ha

## Altre Opere (elenco incompleto)
- 1900, Una sosta nel Seicento
- 1901, Le ombre del vespero
- 1902, E. Zola
- 1902, Victor Hugo
- 1904, L'amore e la lirica di F. Petrarca
- 1907, Carlo Goldoni e Venezia nel sec. XVIII
- 1907, La polemica a teatro
- 1909, La Gironda
- 1913, Il labirinto
- 1917, Mitì
- 1919, Le aquile
- 1919, Secondo il cuor mio [2]
- 1929, Il sapore della vita
- 1930, Gli occhi limpidi
- 1936, Cosmopoli
- 1940, La gran voce. Misteri
- 1944, I tempi del grande amore
- 1946, La madre d'anima e l'altra
- 1948, Il suggello di Satana. Misteri
- 1949, Dedizione
- 1950, Vince chi bara
- 1951, Sua figlia
- 1952, Diane e Veneri
- 1953, Il laccio
- 1955, Mia cugina Delizia
- 1956, Luci di grandi anime
- 1956, Scacchiera
- 1958, Peccatrici
- 1959, Mamma, con illustrazioni di G. Riccobaldi